# Бабіч Олександр Георгійович
Бабіч Олександр Георгійович (19 серпня 1946 року, Рава-Руська) — український лісівник, професор кафедри лісівництва Національного університету біоресурсів і природокористування України, кандидат сільськогосподарських наук. Член-кореспондент Лісівничої академії наук України.

## Біографія
Бабіч Олександр Георгійович народився 19 серпня 1946 року у Раві-Руській, на Львівщині. Навчався в Українській сільськогосподарській академії в Києві на лісогосподарському факультеті, який закінчив 1973 року, здобувши кваліфікацію «інженер лісового господарства». З 1973 року працює в Українській сільськогосподарській академії на посаді стажиста-дослідника. У подальшому працював асистентом, старшим викладачем, доцентом, професором, завідувачем кафедри лісівництва та мисливствознавства, проректором.
1978 року захистив кандидатську дисертацію за спеціальністю 06.03.03 — лісознавство і лісівництво у Львівському лісотехнічному інституті. 1986 року присвоєно вчене звання доцента по кафедрі загального лісівництва Української сільськогосподарської академії.
Підготовку фахівців здійснює за напрямом «Лісове і садово-паркове господарство». Науково-педагогічний стаж вченого складає 37 років. З 2004 року Бабіч О. Г. здійснював підготовку аспірантів, під його керівництвом захищена кандидатська дисертація. У період 2006—2011 років працював деканом лісогосподарського факультету Національного університету біоресурсів і природокористування України.

## Наукові праці
Основний напрямок наукових досліджень — розробка наукових основ вирощування лісових ценозів з використанням природного поновлення в умовах Полісся та Лісостепу України. За час педагогічної роботи опублікував чимало наукових, науково-популярних та навчально-методичних праць. Науковий доробок Бабіча налічує близько 40 наукових, 19 науково-популярних, 26 навчально-методичних робіт.
- (рос.) Генсирук С. А., Гайдарова Л. И., Бабич А. Г. Овраги и пески: Лесоразведение, экология, экономика. — К. : Наукова думка, 1985. — 144 с.
- Свириденко В. Є., Бабіч О. Г., Швиденко А. Й. Лісова пірологія: Підручник. — К. : Агропромвидав України, 1999. — 172 с.
- Свириденко В. Є., Бабіч О. Г., Киричок Л. С. Лісівництво: Підручник. — К.: Арістей, 2004. — 544 с.
- Свириденко В. Є. Киричок Л. С., Бабіч О. Г. Оптимізація вирощування соснових насаджень у суборах Центрального Полісся України. Методичні рекомендації для фахівців лісового господарства, які здійснюють лісовирощування на суцільних зрубах, невкритих лісовою рослинністю землях в умовах суборів Центрального Полісся України. — К.: НАУ, 2005. — 12 с.
- Гузій А. І., Бабіч О. Г., Тищенко В. М. Біологія лісових птахів і звірів. Програма навчальної дисципліни для підготовки бакалаврів напрямку 1304 — «Лісове та садово-паркове господарство». — К.: Аграрна освіта, 2005. — 18 с.
- Смаголь В., Бабіч О., Камінецький В. Формування популяцій копитних тварин в угіддях державної резиденції «Залісся» / Науковий вісник Ужгородського університету. Серія «Біологія». — 2005. — Випуск 17. — С. 74-78.
- Свириденко В. Є. Киричок Л. С., Бабіч О. Г. Ріст і продуктивність штучно створеного сосняку в умовах свіжого субору залежно від способу та режимів лісівничого догляду // Науковий вісник НАУ. — К.: 2006. — Випуск 103. — С. 13-24.
- Свириденко В. Є., Бабіч О. Г., Кушнір А. І. Лісознавство та рекреаційне лісівництво. Програма навчальних дисциплін для підготовки бакалаврів напрямку 1304 — «Лісове та садово-паркове господарство». — К.: Аграрна освіта, 2006. — 19 с.
- Свириденко В. Є., Киричок Л. С, Бабіч О. Г. Практикум з лісівництва: Навчальний посібник. — К.: Арістей, 2006. — 416 с.

## Нагороди
За заслуги в науково-педагогічній сфері професору Бабічу О. Г. присвоєно ряд звань, вручено нагород:
- 2003 — заслужений викладач Національного аграрного університету;
- 2005 — заслужений лісівник України;
- 2006 — іменний годинник від голови Держкомлісгоспу України;
- 2008 — подяка голови Верховної Ради України;
- 2009 — відмінник освіти України;
- 2011 — почесний лісівник України.